# Muséum régional des Sciences naturelles
Le Muséum régional des sciences naturelles est un musée d'histoire naturelle situé à Mons en Belgique. Fondé en 1839, il comporte principalement des collections en zoologie et compte aujourd'hui plus de 10 000 pièces.

## Histoire
La création du musée est votée le 28 septembre 1839 au conseil communal de Mons.
Le musée est aujourd'hui géré par le Service public de Wallonie au sein de la Direction générale opérationnelle de l'agriculture, des ressources naturelles et de l'environnement (département du développement - direction de la sensibilisation à l'environnement).

## Collections
Le muséum présente notamment la riche collection Yernaux, cédée au musée en 2001, constituée notamment de plusieurs centaines d'oiseaux et mammifères naturalisés. Il accueille aussi le squelette de Julius Koch, homme qui fut, au début du XXe siècle, le plus grand du monde, avec une taille de 2,56 m.

## Missions
Le musée propose aux écoles et aux enfants une série de visites guidées pédagogiques à thème (animaux de tous les continents, animaux du froid, savane, oiseaux des quatre coins du monde...).
Ces activés pédagogiques ont pour rôle de sensibiliser les jeunes et à la conservation de la nature, à la protection de l'environnement et au maintien de la biodiversité.
Chaque visite est adaptée au niveau de la classe ou du groupe, elles sont accessibles tant aux écoles maternelles que primaires et, pour certaines visites, aux écoles secondaires. La durée des visites peut varier en fonction de la demande des professeurs ou accompagnateurs.
Lors de chaque visite, un dossier pédagogique est distribué gratuitement et présente de manière résumée les différents animaux découverts.
L'entrée au musée est gratuite. Réservation nécessaire pour les visites guidées.